# الأخ نور
هو جهاد جورج بسيليس مؤسس قناة «تيلي لوميير Tele Lumiere» في لبنان، إضافة إلى إنشائه مشاريع تخدم الإنسان. انطلق برسالته النسكية في العام 1975 حيث لبَس الجفصين ومارس الفقر في حياته وأطلق سلسلة من المبادرات الاجتماعية لخدمة الإنسان.

## حياته
الأخ نور (جهاد بسيليس)، والده جورج بسيليس من حلب في سوريا، وأمه من كسروان في لبنان. لابس الجفصين، والصائم عن الظهور والاعلام والطعام.
تخصص في الفلسفة وعلم الاجتماع، وعلّم في معهد الرسل – جونية قبل ان يختار مسيرة جديدة، صعبة، غيّرت منذ 1975 مسار حياته، فبدأ وهو في السابعة والعشرين، رسالة نسكية في قلب العالم، يعيش مآسيه ويطلق مشاريع لخدمة الإنسان. اختار العزلة، فقصد دير مار أشعيا الأنطوني في المتن في لبنان، ليعيش الصمت العميق. ثمّ انطلق في العمل الاجتماعيّ وخدمة الفقراء؛ وقد ساندته في سعيه شخصيّات سياسيّة واجتماعيّة مرموقة، أبرزها الرئيس شارل حلو، وجورج افرام، وفخر الكلّاسي وغيرهم.

## مبادراته
• إنشاء إذاعة صوت المحبة سنة 1984
• تأسيس تجمع أبناء الكنيسة للمحافظة على الاخلاق 1985
• إنشاء SOS للخدمات الرسولية والإنسانية والاجتماعية
• إقامة مؤتمرات وخلوات في أكثر من مكان وحول مواضيع مختلفة مثل: حقوق الإنسان، التربية على السلام، الغاء عقوبة الإعدام، مكافحة العنف
• إنشاء مدينة السلام في جبيل، ومنها انطلقت مشاريع محو الامية، المشاغل المهنية، دعم المعوقين، مساعدة المهجرين والعمل على ايواء المشردين
• إنشاء المستوصفات – وقد بلغت الـ 27 – والعيادات النقالة وتأمين الادوية
• إنشاء «لجنة اصدقاء المدرسة الرسمية»، و«بيت مريم» للشابات الشاذات، و«فان المجبة» لاطعام المشردين على الطرقات، ومركز «ملك الملوك» لمعالجة المدمنين ومتابعتهم
• إنشاء قناة تيلي لوميار في نهايات 1990 والتي ما زال يديرها حتى اليوم.